# Gare de Tracy - Sancerre
La gare de Tracy - Sancerre est une gare ferroviaire française de la ligne de Moret - Veneux-les-Sablons à Lyon-Perrache, située rue de la Gare, au lieu-dit La Roche au niveau du pont de Saint-Thibault-sur-Loire, à environ 2,5 km dans le nord-ouest du bourg centre de la commune de Tracy-sur-Loire, dans le département de la Nièvre en région Bourgogne-Franche-Comté. La gare est aussi, par la traversée de la Loire sur le pont routier, à environ 2,5 km du bourg-centre de la commune de Saint-Satur, situé à environ un kilomètre de celui de Sancerre, dans le département du Cher, en région Centre-Val de Loire.
Ouverte en 1861 par la Compagnie des chemins de fer de Paris à Lyon et à la Méditerranée (PLM), c'est une halte de la Société nationale des chemins de fer français (SNCF), desservie par des trains express régionaux de Bourgogne-Franche-Comté (TER Bourgogne-Franche-Comté). L'ancien imposant bâtiment voyageurs d'origine est devenu une propriété privée.

## Situation ferroviaire
Établie à 153 mètres d'altitude, la gare de Tracy - Sancerre est située au point kilométrique (PK) 204,689 de la ligne de Moret - Veneux-les-Sablons à Lyon-Perrache, entre les gares ouvertes de Cosne-sur-Loire (s'intercale la gare fermée de Villechaud) et Pouilly-sur-Loire (s'intercale la gare fermée des Girames),.

## Histoire

### Gare PLM (1861-1938)
La « station de Sancerre » est mise en service le 21 septembre 1861, par la Compagnie des chemins de fer de Paris à Lyon et à la Méditerranée (PLM) lorsqu'elle ouvre à l'exploitation le tronçon de Montargis à Nevers, au titre de la première section de sa ligne de Paris à Lyon par le Bourdonnais. Elle dispose d'un important bâtiment voyageurs identique à celui de la gare de Cosne. La deuxième voie est posée en 1862.
En 1906, les quais sont rallongés.

Photographies de la gare
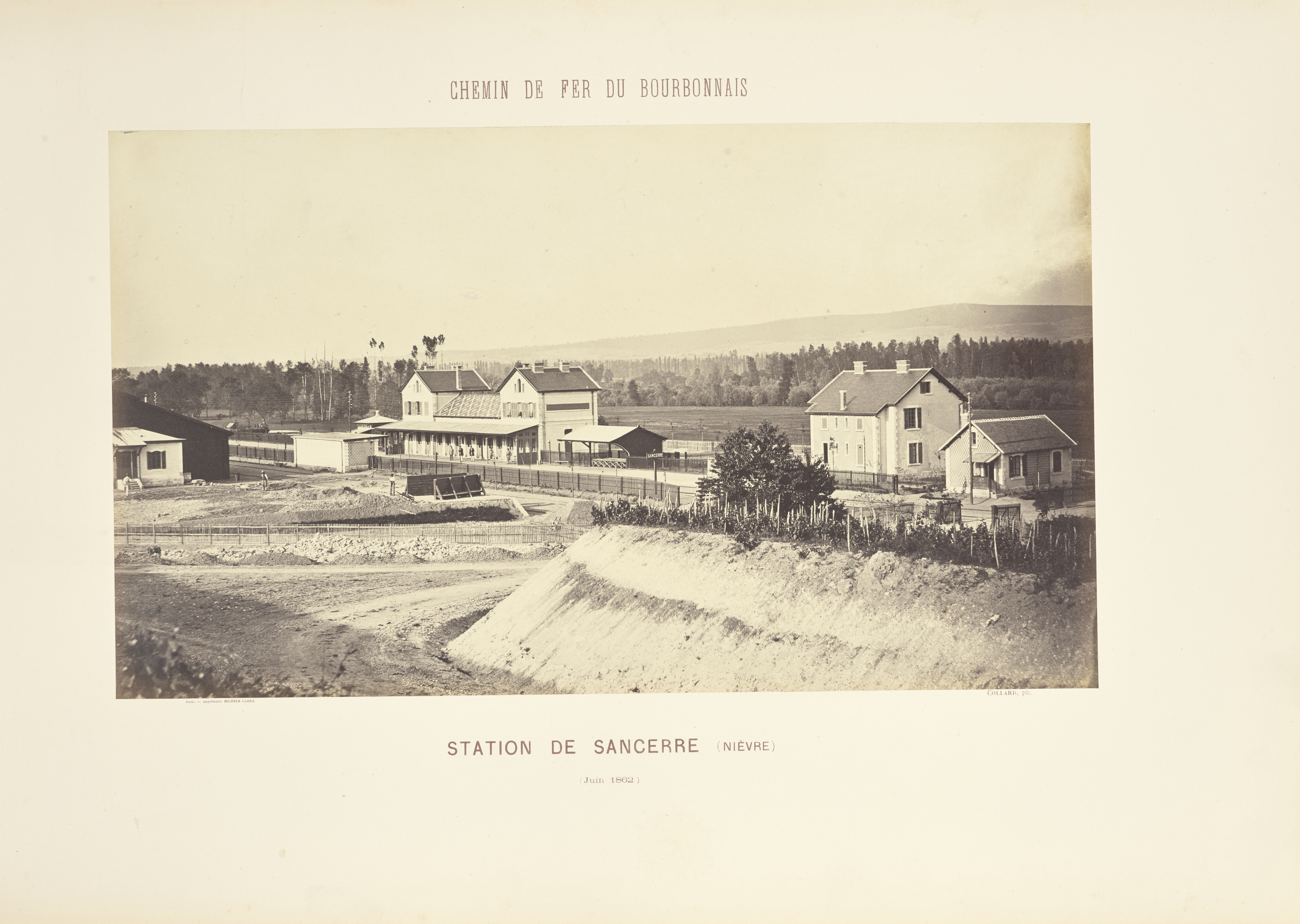
En juin 1862.
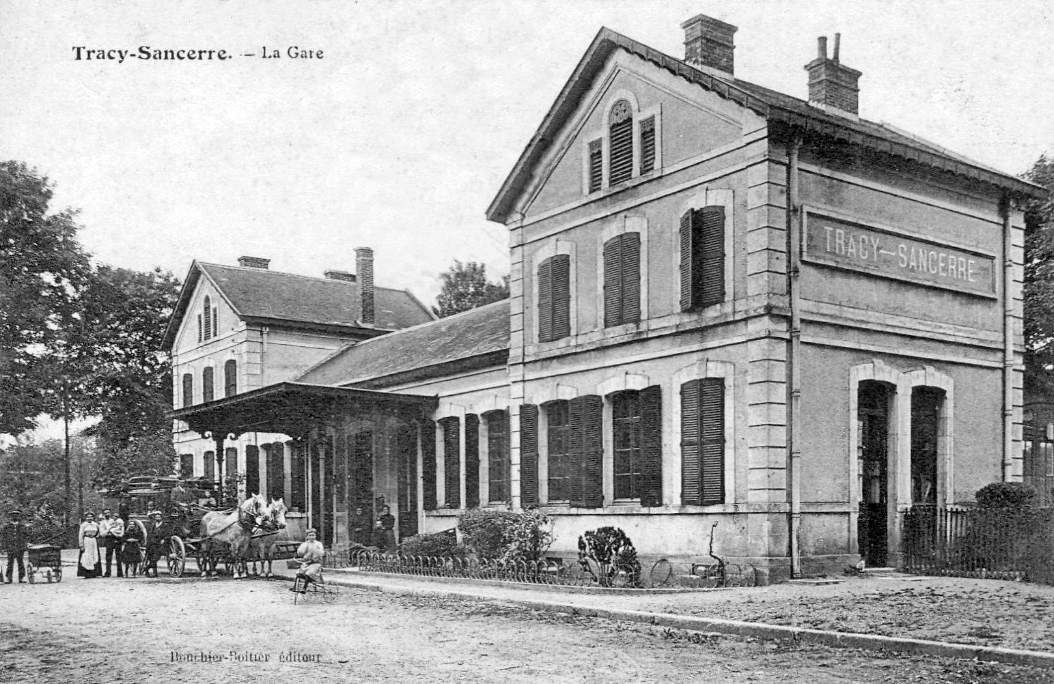
Vers 1900.
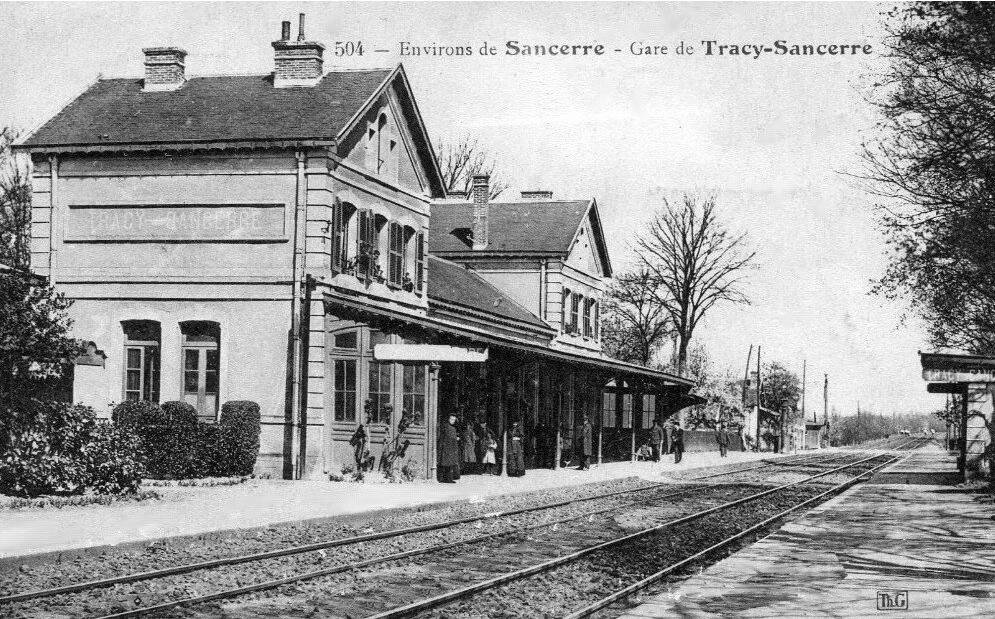
Vers 1900.

La « gare de Tracy - Sancerre » figure dans la nomenclature 1911 des gares, stations et haltes de la compagnie PLM. C'est une gare de passage de la ligne de Moret-les-Sablons à Nîmes, située entre la gare de Cosne et la gare de Pouilly-sur-Loire. Elle est ouverte à l'expédition et à la réception de dépêches privées. Elle dispose des services complets de la grande vitesse (GV) et de la petite vitesse (PV).

### Gare puis halte SNCF (depuis 1938)
Au début des années 1980, lors de la préparation à l'électrification de la ligne du Bourbonnais, l'embranchement particulier (EP) qui dessert les silos de la coopérative céréalière Agri Cher, est électrifié contrairement à la majorité des EP de la section de Cosne à Nevers.
En 1985, c'est une gare ouverte aux services des voyageurs et des marchandises ; son trafic annuel de voyageurs est de 5 608 billets et de 169 abonnements et son trafic de marchandises, notamment des céréales, représente un total de 15 tonnes à la réception et de 41 603 tonnes à l'expédition.
C'est au cours des années 1990, qu'elle devient une simple halte et que son bâtiment voyageurs est désaffecté du service ferroviaire.

## Service des voyageurs

### Accueil
Halte SNCF, c'est un point d'arrêt non géré (PANG) équipé de deux quais avec abris. L'accès aux quais et le passage d'un quai à l'autre s'effectuent par le passage à niveau routier.

### Desserte
Tracy - Sancerre est desservie par des trains TER Bourgogne-Franche-Comté circulant entre Nevers et Cosne-sur-Loire et Paris.

### Intermodalité
Le stationnement des véhicules est possible à proximité.

## Service des marchandises
La gare dispose de l'embranchement particulier EP des silos Axéréal de Tracy-sur-Loire.

## Patrimoine ferroviaire
L'important bâtiment voyageurs d'origine, inutilisé par la halte SNCF, est devenu une propriété privée,.